# إدوارد جي. كوفمان جونيور
إدوارد جي. كوفمان جونيور (بالإنجليزية: Edward G. Coffman)‏ هو عالم حاسوب أمريكي، ولد في 16 أغسطس 1934 في لوس أنجلوس في الولايات المتحدة.